# Inocenc VI.
Inocenc VI. vlastním jménem Étienne Aubert nebo také Stephan Aubert (1285 nebo 1292, Les Monts, obec Beyssac, Francie – 12. září 1362, Avignon), byl 199. papežem katolické církve.
Funkci papeže zastával od 18. prosince 1352 až do své smrti.
Patří do období tzv. Avignonského zajetí církve, kdy všichni papežové tohoto období byli nuceni přesídlit z Říma do Avignonu.